# 컬처타임즈
컬처타임즈(CutureTimes)는 문화 언론사이다. 본사는 경기도 양주시 부흥로 1932 5층 118호  컬처타임즈
콘텐츠국 서울특별시 마포구 상암산로 48-6 (JTBC빌딩) 7층 위치해 있다.

## 외부 기고자
- 백나예 문화정책분야 박사과정 : 2019년 5월 27일 ~ 현재
- 이지선 (전)소믈리에국가대표, (현)와인소믈리에 : 2019년 5월 31일 ~ 현재
- 윤온유 MCTS 아동학대예방캠페인 연구위원 : 2019년 5월 27일 ~ 현재
- 김용건. Midwest대학교 음악부 학장: 2019년 7월 30일 ~ 현재
- 하승수 : 2019년 12월26일 ~ 현재
- 이웅종[1]연암대 동물보호계열 교수 : 2020년 2월26일 ~ 현재
- 박광우 영화감독 : 2020년04월13일 ~ 현재
- 이창욱 심리연구사 : 2020년06월10일 ~ 현재
- 박기현 낚시프로선수 : 2020년06월15일 ~ 현재
- 임대근 외대 중국어통번역과 학과장: 2020년06월19일 ~ 현재

## 연재 종료
- 고나현 (전)골프 국가대표선수 : 2019년 5월 30일 ~ 2019 9월03일
- 정호중 프로 트레이너 : 2019년 8월12일 ~ 2020년02월17일
- 구원 (시나공대표저자) : 2019년10월31일 ~ 2020년03월23일
- 김용배 : 2019년 6월 5일 ~ 2020년05월20일
- 유수현. 베스트셀러 작가, 국제회의 통역사  : 2019년 5월 29일 ~ 2020년05월27일
- 이창석  : 2019년 6월 6일 ~ 현재
- 박보미. 성악 : 2019년 5월 28일 ~ 2020년08월21일
- 왕필명[2] 시사중국어학원 대표강사 (한국최초 중국어전문학원설립) :2019년 12월 16일 ~ 2023년 2월
- 권동환 여행작가 (60개국 세계일주) : 2020년02월17일 ~ 현재